# Doob-Martingal
Ein Doob-Martingal ist ein spezieller stochastischer Prozess in der Stochastik. Dem Namen entsprechend gehören Doob-Martingale zur Klasse der Martingale. Doob-Martingale zeichnen sich durch ihre einfache Darstellung aus. Außerdem stehen sie in enger Verbindung zu den Martingalkonvergenzsätzen. Doob-Martingale selbst konvergieren bereits aufgrund ihrer Eigenschaften, die aus der Definition folgen. Die Martingalkonvergenzsätze beantworten dann die Frage, welche Martingale als Doob-Martingale dargestellt werden können.
Die Doob-Martingale sind nach Joseph L. Doob benannt.

## Definition
Gegeben sei eine Wahrscheinlichkeitsraum {\displaystyle (\Omega ,{\mathcal {A}},P)}, eine Indexmenge {\displaystyle T\subset \mathbb {N} _{0}} sowie eine Filtrierung {\displaystyle \mathbb {F} =({\mathcal {F}}_{t})_{t\in T}} in {\displaystyle {\mathcal {A}}} und eine integrierbare Zufallsvariable {\displaystyle X}, das heißt {\displaystyle \operatorname {E} (|X|)<\infty }.
Dann heißt der stochastische Prozess, der durch
{\displaystyle X_{n}:=\operatorname {E} (X|{\mathcal {F}}_{n})}
definiert wird, ein Doob-Martingal.
Dabei bezeichnet {\displaystyle \operatorname {E} (Y|{\mathcal {A}})} den bedingten Erwartungswert der Zufallsvariable {\displaystyle Y}, gegeben die σ-Algebra {\displaystyle {\mathcal {A}}}.

## Nachweis der Martingal-Eigenschaft
Die Integrierbarkeit des Doob-Martingals folgt aus
{\displaystyle \operatorname {E} (|X_{n}|)=\operatorname {E} (\left|\operatorname {E} (X|{\mathcal {F}}_{n})\right|)\leq \operatorname {E} (\operatorname {E} (\left|X\right||{\mathcal {F}}_{n}))=\operatorname {E} (|X|)}
nach der Definition, der Dreiecksungleichung für den bedingten Erwartungswert und der Regel über das Bilden des Erwartungswertes über den bedingten Erwartungswert.
Die Adaptiertheit des Doob-Martingals folgt daraus, das per Definition {\displaystyle X_{n}=\operatorname {E} (X|{\mathcal {F}}_{n})} immer {\displaystyle {\mathcal {F}}_{n}}-messbar ist.
Der Nachweis der definierenden Eigenschaft für Martingale folgt aus der Turmeigenschaft des bedingten Erwartungswertes:
{\displaystyle X_{n}=\operatorname {E} (X|{\mathcal {F}}_{n})=\operatorname {E} (\operatorname {E} (X|{\mathcal {F}}_{n})|{\mathcal {F}}_{n+1})=\operatorname {E} (\operatorname {E} (X|{\mathcal {F}}_{n+1})|{\mathcal {F}}_{n})=\operatorname {E} (X_{n+1}|{\mathcal {F}}_{n})}.

## Eigenschaften

### Gleichgradige Integrierbarkeit
Jedes Doob-Martingal ist immer gleichgradig integrierbar. Dies lässt sich zeigen, indem man von der Zufallsvariable {\displaystyle X}, welche gleichgradig integrierbar ist, über ein Kriterium für die gleichgradige Integrierbarkeit, welches konvexe Funktionen verwendet, mittels der Jensenschen Ungleichung für den bedingten Erwartungswert auf die gleichgradige Integrierbarkeit schließt.

### Als abgeschlossenes Martingal
Jedes abgeschlossene Martingal {\displaystyle X=(X_{n})_{n\in T}} lässt sich als Doob-Martingal darstellen: Ist {\displaystyle X_{u}} das letzte Element des abgeschlossenen Martingals, so ist
{\displaystyle X_{n}=\operatorname {E} (X_{u}|{\mathcal {F}}_{n})} für alle {\displaystyle n\leq u}.
Umgekehrt lässt sich jedes Doob-Martingal abschließen. Dazu setzt man {\displaystyle T'=T\cup u} sowie als letztes Element
{\displaystyle X_{u}:=X} und {\displaystyle {\mathcal {F}}_{u}:={\mathcal {A}}},
die σ-Algebra des zugrunde liegenden Wahrscheinlichkeitsraumes.

### Konvergenz
Setzt man
{\displaystyle {\mathcal {F}}_{\infty }:=\sigma \left(\bigcup _{n\in \mathbb {N} }{\mathcal {F}}_{n}\right)}
so lässt sich aus dem Martingalkonvergenzsatz daraus folgende Aussage ableiten:
Ist {\displaystyle (X_{n})_{n\in \mathbb {N} }} ein Martingal bezüglich {\displaystyle \mathbb {F} =({\mathcal {F}}_{n})_{n\in \mathbb {N} }}, so lässt  sich {\displaystyle (X_{n})_{n\in \mathbb {N} }} genau dann als ein Doob-Martingal bezüglich einer Zufallsvariable {\displaystyle X} darstellen, wenn eine der beiden folgenden äquivalenten Bedingung erfüllt sind:
1. {\displaystyle (X_{n})_{n\in \mathbb {N} }} ist gleichgradig integrierbar
2. {\displaystyle (X_{n})_{n\in \mathbb {N} }} Konvergiert im ersten Mittel und fast sicher

Ist dann {\displaystyle X_{\infty }} der Grenzwert von {\displaystyle (X_{n})_{n\in \mathbb {N} }}, so gilt
{\displaystyle X_{\infty }=\operatorname {E} (X|{\mathcal {F}}_{\infty })}

### Satz von Lévy
Teilweise wird ein Martingalkonvergenzsatz für Doob-Martingale beziehungsweise für den bedingten Erwartungswert auch als eigenständige Aussage formuliert und dann als Satz von Lévy (nach Paul Lévy) bezeichnet. Er lautet:
Ist {\displaystyle X} eine integrierbare Zufallsvariable, so konvergiert {\displaystyle \operatorname {E} (X|{\mathcal {F}}_{n})} fast sicher und im ersten Mittel gegen {\displaystyle \operatorname {E} (X|{\mathcal {F}}_{\infty })}.
Je nach Quelle wird auch gefordert, dass die Zufallsvariable quadratintegrierbar ist. Die Konvergenz ist dann entsprechend im quadratischen Mittel.